# Elephantorrhiza rangei
Elephantorrhiza rangei är en ärtväxtart som beskrevs av Hermann August Theodor Harms. Elephantorrhiza rangei ingår i släktet Elephantorrhiza och familjen ärtväxter. IUCN kategoriserar arten globalt som starkt hotad. Inga underarter finns listade i Catalogue of Life.